# Pine Hills (Florida)
Pine Hills és una concentració de població designada pel cens dels Estats Units a l'estat de Florida. Segons el cens del 2000 tenia 41.764 habitants.

## Demografia
Segons el cens del 2000, Pine Hills tenia 41.764 habitants, 13.358 habitatges, i 10.031 famílies. La densitat de població era de 2.099,6 habitants/km².
Dels 13.358 habitatges en un 41,8% hi vivien nens de menys de 18 anys, en un 44,9% hi vivien parelles casades, en un 23% dones solteres, i en un 24,9% no eren unitats familiars. En el 18,7% dels habitatges hi vivien persones soles el 5,7% de les quals corresponia a persones de 65 anys o més que vivien soles. El nombre mitjà de persones vivint en cada habitatge era de 3,11 i el nombre mitjà de persones que vivien en cada família era de 3,53.
Per edats la població es repartia de la següent manera: un 32,9% tenia menys de 18 anys, un 10,2% entre 18 i 24, un 30,6% entre 25 i 44, un 18,4% de 45 a 60 i un 7,9% 65 anys o més.
L'edat mediana era de 30 anys. Per cada 100 dones de 18 o més anys hi havia 88,2 homes.
La renda mediana per habitatge era de 33.455 $ i la renda mediana per família de 34.997 $. Els homes tenien una renda mediana de 25.613 $ mentre que les dones 21.099 $. La renda per capita de la població era de 13.257 $. Entorn del 14,8% de les famílies i el 18,5% de la població estaven per davall del llindar de pobresa.

## Poblacions més properes
El següent diagrama mostra les poblacions més properes.